# アドリフト 41日間の漂流
『アドリフト 41日間の漂流』（アドリフト よんじゅういちにちかんのひょうりゅう、Adrift）は2018年のアメリカ合衆国の恋愛映画。監督はバルタザール・コルマウクル、出演はシャイリーン・ウッドリーとサム・クラフリンなど。タミー・オールダム・アシュクロフトとスージー・マックギアハートが1998年に上梓したノンフィクション『Red Sky in Mourning: A True Story of Love, Loss, and Survival at Sea』を原作としている。

## ストーリー
1983年、タミー・オールダムとリチャード・シャープはヨットでタヒチを出港した。2人は太平洋を横断してサンディエゴへ向かう予定だったが、航行中に非常に強い勢力を持ったハリケーンに巻き込まれてしまった。荒れ狂うような波と暴風雨を辛うじて切り抜けることができた2人だったが、シャープは重傷を負い、ヨットは操縦不能な状態に陥っていた。生還は絶望的な状況に思われたが、オールダムは全身全霊をかけて生き延びようとするのだった。

## キャスト
- タミー・オールダム: シャイリーン・ウッドリー
- リチャード・シャープ: サム・クラフリン
- ピーター: ジェフリー・トーマス（英語版）
- クリスティン: エリザベス・ホーソーン（英語版）
- デブ: グレース・パーマー（英語版）

## 製作
2017年2月、バルタザール・コルマウクル監督の新作映画にシャイリーン・ウッドリーが起用されたと報じられた。4月、マイルズ・テラーが本作の出演交渉に臨んでいるとの報道があった。5月、スケジュールの都合で降板したテラーの代役として、サム・クラフリンが起用された。
7月、本作の主要撮影がフィジーで始まり、5週間にわたって撮影が行われた。ロケ地に選ばれた沖合まで移動するのに2時間を要し、それが撮影終了まで毎日続いたため、撮影クルー及び俳優たちは船酔いに苦しめられることとなった。
STXエンターテインメントは本作の製作費3500万ドルのうち300万ドルを負担し、広告費用に2500万ドルを投じている。
当初、本作は2020年4月10日に日本で公開される予定だったが、新型コロナウイルスの流行が拡大していることを受けて、8日、配給元のキノフィルムズは本作の公開を6月12日に公開することを発表した。

## 興行収入
本作は『アップグレード』及び『ジョニー・ノックスヴィル アクション・ポイント/ゲスの極みオトナの遊園地』と同じ週に封切られ、公開初週末に1300万ドル前後を稼ぎ出すと予想されていたが、実際の数字はそれを下回るものとなった。2018年6月1日、本作は全米3015館で公開され、公開初週末に1160万ドルを稼ぎ出し、週末興行収入ランキング初登場3位となった。

## 評価
本作は批評家から好意的に評価されている。映画批評集積サイトのRotten Tomatoesには85件のレビューがあり、批評家支持率は71%、平均点は10点満点で6.2点となっている。サイト側による批評家の見解の要約は「主演のシャイリーン・ウッドリーの見事な演技に助けられ、『アドリフト 41日間の漂流』はラブストーリーとサバイバル劇の間をスムーズに往来している。」となっている。また、Metacriticには28件のレビューがあり、加重平均値は56/100となっている。なお、本作のCinemaScoreはBとなっている。